# 普代村
普代村（日语：／ Fudai mura */?）是位於日本岩手縣東北部的村，隸屬於下閉伊郡。轄區地處北緯40度線上，東邊面向太平洋，普代川流經村落中心並往東北流，東部地區則位於三陸復興國立公園的範圍內。由於村內的黑崎沖是三陸沖的中心地帶，因此當地的漁業資源相當豐富。
2011年3月11日的東日本大震災在普代村引發震度5強的地震，但由於當地事前已興建高15.5公尺的普代水門，因此在海嘯來襲時將傷害降至最低。

## 地理
普代村境內約81%的面積被山林覆蓋，6%的土地為農業用地。西部的山區地帶與北上山地相連，並且以海拔680公尺的御澤峠與岩泉町接壤；東邊的沿海地區由海拔約150公尺的海階地相連而成，東端的黑崎則位於三陸復興國立公園的範圍內。普代川及其支流茂市川流經城鎮中心，並在東北邊注入太平洋。力持川、澤川、大澤川等河也流經村内。

### 氣候
根據統計，普代村的年均溫約為10℃，年均降雨量則約1400毫米。西部的高原地區與東部的沿海地區在降雨、溫度等方面皆有差異。西部地區的夏季溫度比東部高出4℃至5℃，冬季的降雪量則可達40至50公分。東部的海岸地區在春季至夏季時常出現濃霧。普代村6月至7月的梅雨季時常受到挾帶涼冷潮濕空氣的東北風吹拂，使當地天氣涼冷且濕度較高。

## 歷史

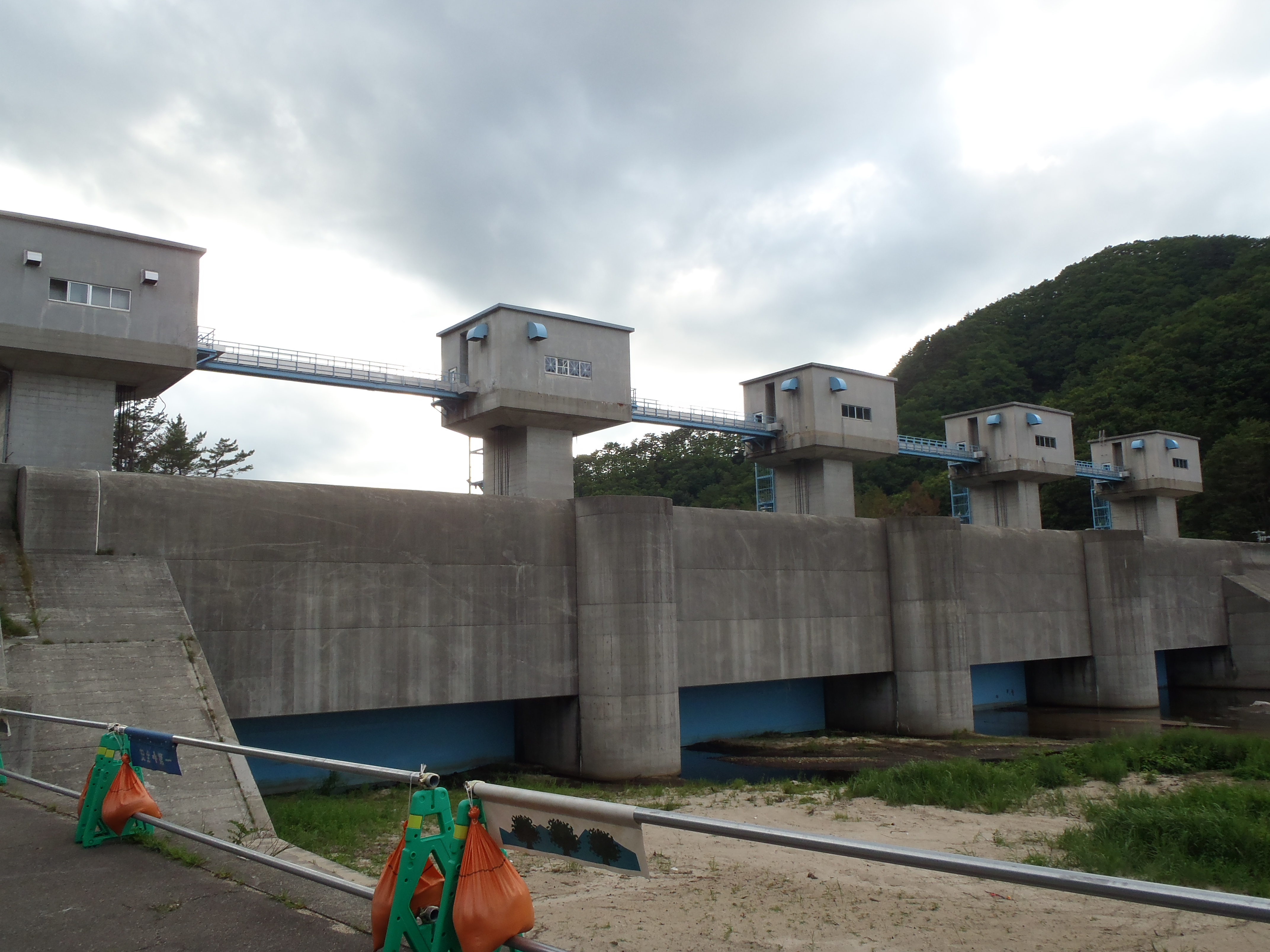
普代水門

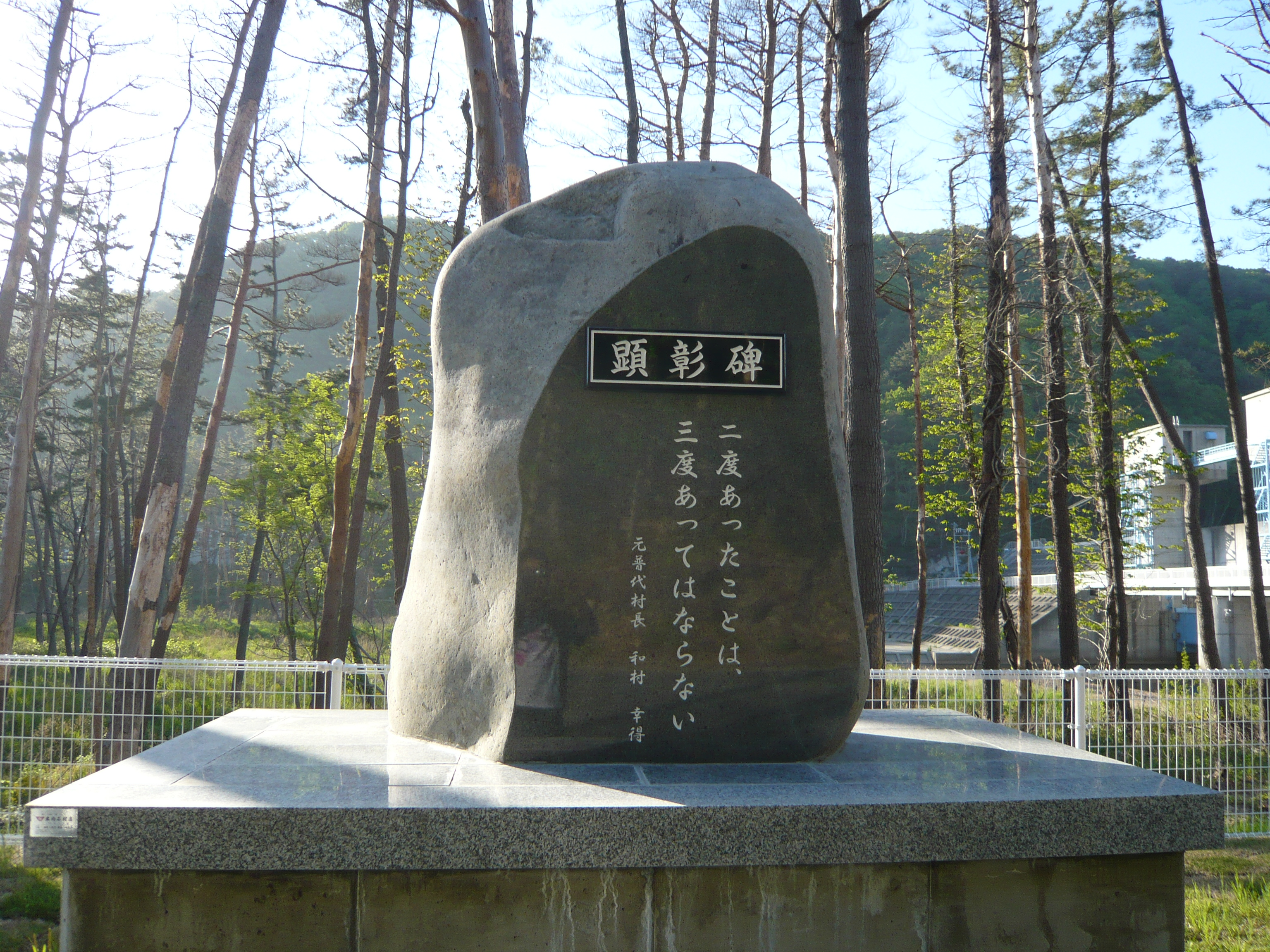
和村幸得的紀念碑

當地自繩紋時代便有人類居住，村内發掘出許多同時代的遺址。平安時代初期，普代地區有建造卯子酉神社（現鵜鳥神社）的相關記錄。天正18年（1590年），普代地區納入南部信直的領地，並且由野田代官所管轄。正保元年（1644年），普代地區在內的的正保城繪圖上標有「譜代」與「譜代崎」的地名。天保4年（1647年），普代村的石高為157.8石。而承應3年（1654年）的藤島家古文書中則有關於普代村的明確記錄。明治維新時期，當地為隸屬於北閉伊郡的沼袋戶長役場。明治9年（1876年），普代村、黑崎村與堀内村合併成現今的普代村。
2011年3月11日的東日本大震災在普代村引發震度5強的地震。災後統計，村内有176棟非住宅建築物全毀，並造成共476萬2175日圓的經濟損失。但由於有前任村長和村幸得（1909年2月21日—1997年10月18日）推動建設的普代水門保護，實際上普代村並沒有受到太大的破壞。此次地震僅造成4人受傷和1人行蹤不明，沒有任何村民死亡。以往普代村曾多次受海嘯威脅而造成眾多人命傷亡，例如在1896年的明治三陸地震中有1010名村民死亡或失蹤，1933年的海嘯亦造成600名村民死傷。於是和村計劃興建普代水門以保護村民，並於1984年落成，總耗資約35億日圓。儘管被村民質疑浪費公帑，和村仍堅持水閘要興建至15.5公尺高，最終這座水閘在東日本大震災中成功保護普代村。事後村民紛紛到和村的墓前拜祭以感謝他的貢獻，並為他修建紀念碑。

## 行政
現任村長柾屋伸夫於2023年6月在選舉中第3次成功連任，其任期將持續至2027年6月。

## 經濟
根據日本2020年的國勢調查統計，普代村的就業人口中有19.3%從事第一級產業，29.1%的就業人口從事第二級產業，59.5%則從事第三級產業。東日本大震災前當地居民多從事漁業，但震災過後當地的漁港等公共設施遭到海嘯破壞。現今當地居民多從事建築業，其次是製造業與漁業。

## 教育
普代村内共有1所小學校與1所中學校，分別為普代村立普代小學校，以及普代村立普代中學校。根據2020年的統計，村內的小學校學生總數為95名，中學校則共有52名學生。

## 交通
國道45號與三陸沿岸道路皆穿越普代村，其中三陸沿岸道路在村内設置普代交流道。鐵路方面，三陸鐵道的谷灣線通過村内，並設置堀内站、白井海岸站與普代站。